# Ferecide di Siro
Ferecìde di Siro (in greco antico: Φερεκύδης?, Pherekýdēs; Siro (Grecia), ... – VI secolo a.C.) è stato uno scrittore greco, ricordato da alcuni autori antichi come uno dei Sette sapienti greci.

## Biografia e opere
Vissuto nel VI secolo a.C., nativo di Siro nelle isole Cicladi, indicato come figlio di Babi, gli si attribuisce una vita di ottantacinque anni, ma è incerta la sua data di nascita: Diogene Laerzio la pone al 584-1 a.C., essendo egli al culmine della vita (ovvero quarant'anni) durante la 59sima olimpiade (544-1 a.C.), mentre la Suda afferma che era nato nella 45sima olimpiade (600-597 a.C.).
Ferecide è autore di una particolare teogonia, Le sette caverne (Ἑπτάμυχος), una delle prime opere in prosa della letteratura greca, che ha fatto da collegamento fra gli scritti mitologici e il pensiero presocratico. Achille Tazio, nell'Isagoge, afferma che Ferecide segua la concezione esiodea dell'origine del mondo da un Caos primigenio identificato con l'Oceano omerico, ma questa lettura naturalista del pensiero di Ferecide non risulta confermata da nessun altro frammento e per questo dubbia.
Da un frammento risulta invece come egli affermi l'esistenza originaria di tre divinità primordiali ed eterne: Zas (incerto se coincida con Zeus), Chronos (Tempo, divinità di origine orfica) e Chthonie dalle cui vicende sarebbero nati gli elementi naturali e «la grande stirpe degli dei». L'atto culminate di questo mito è il rito nuziale, lo hieros gamos, tra Zas e Chthonie. Chthonie si toglie il velo e Zas la riveste con il mantello che lui stesso aveva ricamato, in accordo con l'uso nuziale greco. "Ma con il mantello Zas ricopre colei che si è spogliata: denudandosi, la Sotterranea Chthonie ha mostrato le sue profondità. E si ricordi che in greco il risultato del "disvelamento" si dice aletheia, "verità". È la verità, dunque, l'abissale, la nudità di Chthonie che non possono mostrarsi. Ma in quest'attimo Zas si è congiunto a Chthonie: "e tu con me congiungiti". Nel ricevere il manto, il rito è già compiuto. Tre elementi convergono nell'attimo: la profonda non può rimanere nuda e il mantello la ricopre mentre si disvela, ma nel mezzo c'è già stata la congiunzione. Zas precipita nell'abisso che si apre, e il due diventa uno; se la sotterranea perde il suo velo, il cielo più non se ne distingue, e nell'abisso cade anche la conoscenza, che sul due e sul distinto si regge. Ma attenzione: sul mantello sono dipinti Terra e Ogeno e il palazzo di Ogeno, cioè il mondo che ci circonda, monti e valli e mari e città degli dei e degli uomini. Nello hieros gamos è caduta la dualità e la conoscenza, ma ciò che rimane - per Tempo che continua la sua corsa - è soltanto il mantello, cioè un'altra conoscenza, la conoscenza dal di fuori. La conoscenza e la vita come semplici illusioni, perché noi non conosciamo il mantello, ma pensiamo che si tratti di montagne e di fiumi e di palazzi. Questo, e non altro, è quello che vediamo noi. Pure, dietro quel mantello c'è ancora Chthonie. È ciò che Ferecide dice graziosamente, ed enigmaticamente assieme: "ma a Chthonie toccò il nome Terra, dopo che Zas la onorò dandole in dono la terra".
Dai frammenti risulta un suo interesse per la teogonia dell'orfismo e un suo influsso su Pitagora, che secondo la tradizione sarebbe stato un suo discepolo e che di lui si prese cura e lo seppellì a Delo.
Si tramanda anche che per primo abbia svolto un discorso sulla metempsicosi e che abbia scritto un'opera in dieci libri sulla Storia degli dei.